# Berjou
Berjou – miejscowość i gmina we Francji, w regionie Normandia, w departamencie Orne.
Według danych na rok 1990 gminę zamieszkiwało 525 osób, a gęstość zaludnienia wynosiła 60 osób/km² (wśród 1815 gmin Dolnej Normandii Berjou plasuje się na 422. miejscu pod względem liczby ludności, natomiast pod względem powierzchni na miejscu 590.).